# Сегін (зоря)
Сегін (Епсилон Кассіопеї, ε Cas, ε Cassiopeiae, HD11415) — хімічно пекулярна зоря спектрального класу B3, що має видиму зоряну величину в смузі V приблизно  3,4.
Вона  розташована на відстані близько 441,9 світлових років від Сонця.

## Пекулярний хімічний вміст
HD11415 належить до Хімічно пекулярних зір з пониженим вмістом гелію 
й в її  зоряній атмосфері спостерігається нестача He у порівнянні з його вмістом в атмосфері Сонця.